# Sinchu Bamba
Sinchu Bamba är en ort i Gambia. Den ligger i regionen Central River, i den östra delen av landet, 180 km öster om huvudstaden Banjul. Antalet invånare var 351 vid folkräkningen 2013.